# 黃禎 (正統進士)
黃禎（1415年—？），字膺祉，江西吉安府永豐縣人，民籍。明朝政治人物。進士出身。

## 生平
江西鄉試第十五名。正統七年（1442年）壬戌科會試第十三名，殿試登進士第三甲第六十五名。

## 家族
曾祖黃原禮。祖父黃復省。父亲黃仲箎。